# كايل بيترسون
كايل بيترسون (بالإنجليزية: Kyle Peterson)‏ هو لاعب كرة قاعدة أمريكي، ولد في 9 أبريل 1976 في إيلكهورن في الولايات المتحدة.

## وصلات خارجية
- كايل بيترسون على موقعبيزبول رفرنس.كوم (الدوري الرئيسي) (الإنجليزية)
- كايل بيترسون على موقعبيزبول رفرنس.كوم (الدوري الثانوي) (الإنجليزية)